# Pseudolimnophila (Pseudolimnophila) inornata inornata
Pseudolimnophila (Pseudolimnophila) inornata inornata is een ondersoort van de tweevleugelige Pseudolimnophila (Pseudolimnophila) inornata uit de familie steltmuggen (Limoniidae). De ondersoort komt voor in het Nearctisch gebied.